# Abbaye Saint-Vincent de Chantelle
Pour les articles homonymes, voir Abbaye Saint-Vincent.
L'abbaye Saint-Vincent de Chantelle est une abbaye bénédictine située sur le territoire de la commune française de Chantelle dans le département de l'Allier.
L'abbaye et le cloître font l'objet d'un classement au titre des monuments historiques par liste de 1862.

## Localisation
L'abbaye est construite sur un promontoire rocheux dominant la Bouble, sur la commune de Chantelle.

## Histoire

### Fondation
Dès le Ve siècle, à Chantelle, sur les bords de la Bouble, existaient un château fort et une église dédiée à saint Vincent, dont s'empare Pépin le Bref au VIIIe siècle. L'abbaye a pour origine le prieuré dont l'acte de fondation daté de 937 est signé par saint Odon, abbé de Cluny ; il est confié aux chanoines de Saint-Augustin d'Évaux, en Combraille.

### Moyen Âge
L'église fut reconstruite au XIIe siècle dans le style roman et vit en 1286 le sacre d'Aymar de Cros, évêque de Clermont. Le prieuré est rebâti au XVe siècle ; il est inclus dans l'enceinte du château des ducs de Bourbon. Le château fort, qui était situé au sud des bâtiments actuels de l'abbaye, fut la résidence au XVIe siècle d'Anne de Beaujeu, fille aînée de Louis XI, régente de France de 1483 à 1491.

### Époque moderne
En 1527, un arrêt du parlement ordonne le démantèlement de la forteresse. Richelieu achèvera la démolition à l'exception du prieuré.
Au début du XVIIe siècle, le monastère, en déclin, est placé sous la dépendance des jésuites du collège de Moulins.

### Révolution puis restauration du monastère
À la Révolution, les religieux sont chassés et le prieuré est vendu comme bien national en 1794. En 1853, les bénédictines de l'abbaye de Pradines achètent la propriété et y fondent une communauté. Le pape Léon XIII érige le monastère en abbaye en 1890.

## Description

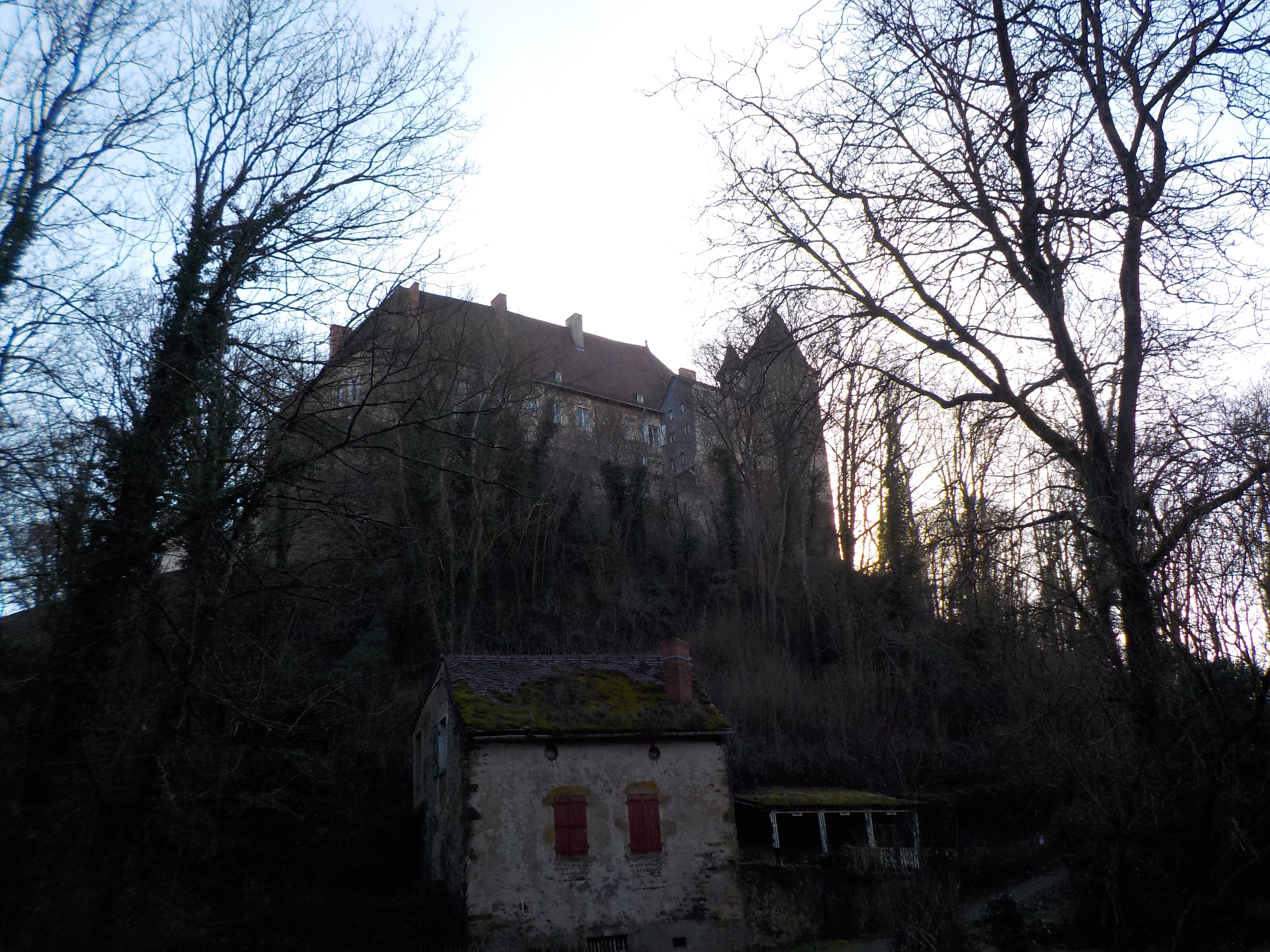
Vue en contre-plongée de l'abbaye.

L'église romane est orientée à l'est. La nef, constituée de trois travées, est flanquée de bas-côtés. L'abside comporte un déambulatoire et trois absidioles.
Le cloître du XVe siècle se trouve au nord de l'église et donne accès, au rez-de-chaussée, à trois salles voûtées d'ogives : le réfectoire, la salle du chapitre et la salle de communauté. À l'angle nord, une tourelle abrite un escalier en colimaçon, sans noyau central, qui mène à l'étage.

## Accueil
La communauté accueille des petits groupes ou des personnes seules pour des retraites ou des séjours spirituels. Un gîte reçoit des randonneurs ou des pèlerins sur le chemin de Saint-Jacques de Compostelle.

### Visites
La cour d'entrée et la nef de la chapelle sont accessibles aux visiteurs et aux fidèles. Une boutique offre à la vente les produits de l'abbaye.
Les visiteurs et les pèlerins peuvent assister aux offices dans l'église : Vigiles (5 h 40), Laudes (7 h 30), Eucharistie (8 h 15), Heure médiane (12 h), Vêpres (17 h 30), Complies (20 h).
Les sœurs organisent des visites de l'abbaye pendant les journées du patrimoine, mais les lieux de vie de la communauté ne sont pas ouverts.

### Vie économique
Les sœurs bénédictines de Chantelle sont spécialisées dans la production de produits cosmétiques et de soins, qui assurent les ressources financières de l'abbaye.

## Lieu de tournage
En octobre 2018, l'équipe de l'émission Secrets d'Histoire a tourné plusieurs séquences à l'abbaye dans le cadre d'un numéro consacré à Anne de Beaujeu, intitulé Anne de France ou l'honneur des Bourbons, diffusé le 2 décembre 2019 sur France 3.